# Lexington (Schiff, 1927)
Die USS Lexington (CV-2) war ein Flugzeugträger der US Navy und das Typschiff der Lexington-Klasse. Sie war das vierte Schiff, das nach den Gefechten von Lexington und Concord benannt wurde, und nach der Langley und der Saratoga der dritte einsatzfähige Flottenträger der US-Marine.
Der Träger, der von seinen Besatzungsmitgliedern gern Lady Lex oder Grey Lady genannt wurde und 1927 in Dienst gestellt wurde, sank am 8. Mai 1942 nach mehreren japanischen Bomben- und Torpedotreffern in der Schlacht im Korallenmeer.

## Geschichte

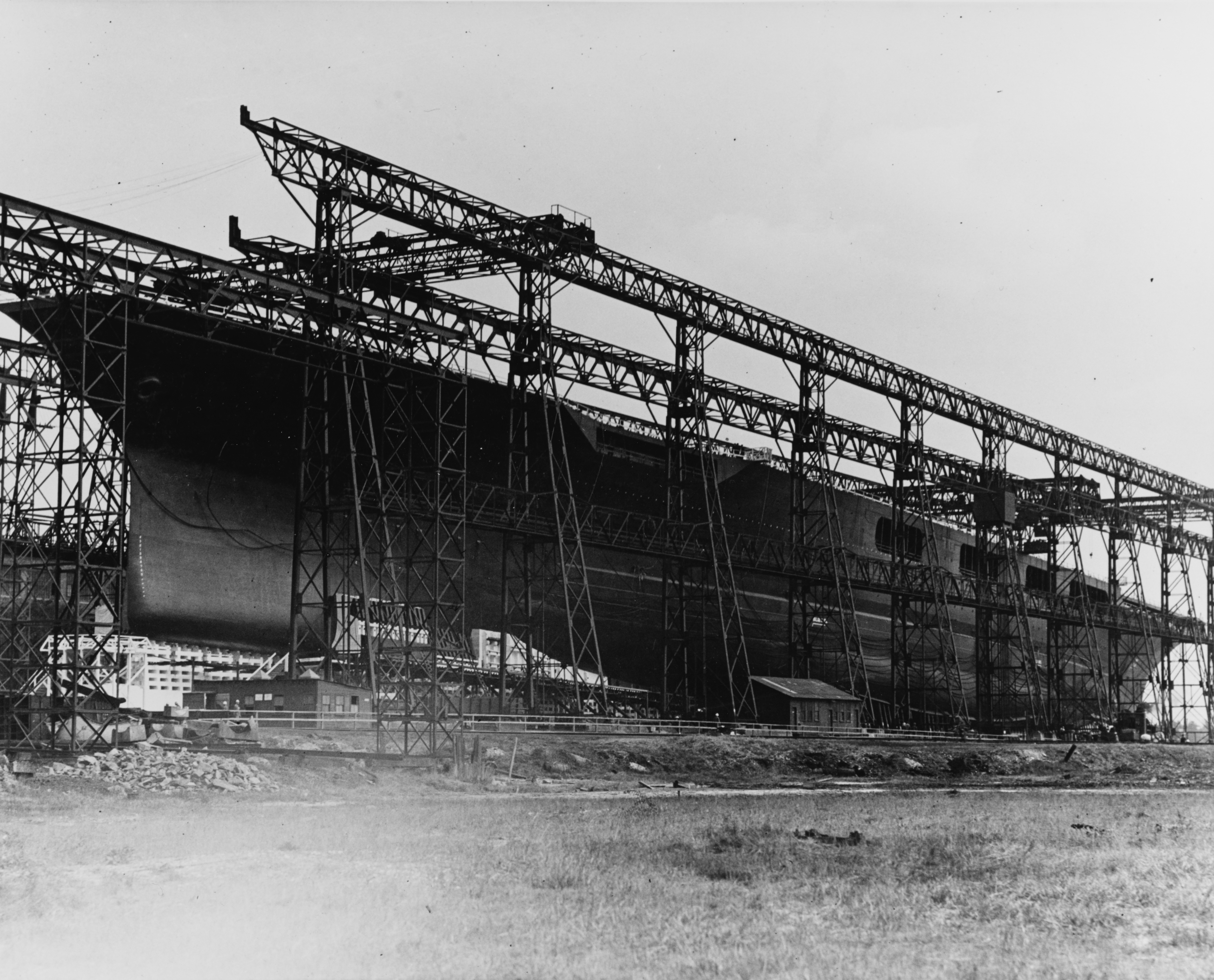
Die Lexington kurz vor dem Stapellauf

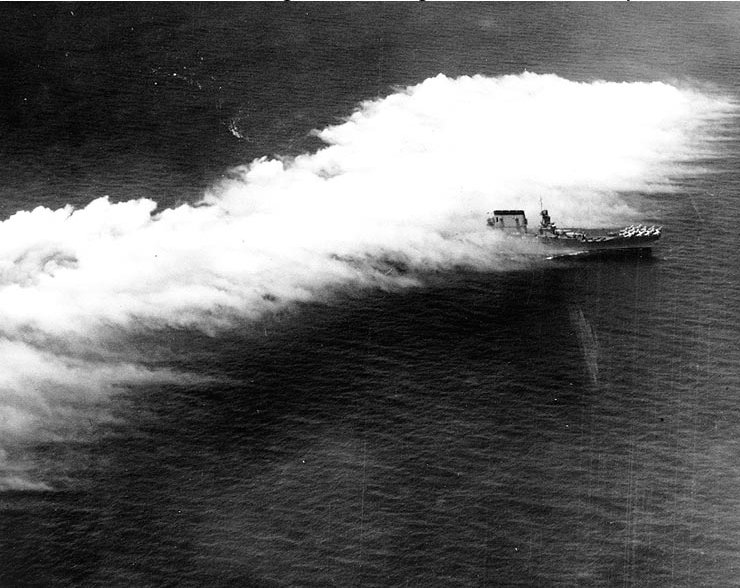
Die Lexington durchquert im Februar 1929 einen Rauchvorhang

### Planung, Bau und Indienststellung
Der Bau der Lexington wurde 1916 zusammen mit fünf weiteren Schiffen als Schlachtkreuzer genehmigt. Der Bauauftrag erging an Bethlehem Steel, auf deren Fore River Shipyard in Quincy (Massachusetts) am 8. Januar 1921 die Kiellegung stattfand. Das im Februar 1922 verabschiedete Washingtoner Flottenabkommen bedeutete jedoch das Ende für den Weiterbau als Kreuzer. Am 1. Juli 1922 erging der Auftrag, die Lexington zusammen mit ihrem Schwesterschiff Saratoga als Flugzeugträger fertigzustellen. Nach weiteren drei Jahren Bauzeit lief der Träger am 3. Oktober 1925 vom Stapel; die Ausrüstungsarbeiten dauerten bis zur Indienststellung am 14. Dezember 1927 noch einmal über zwei Jahre.

### 1928–1940
Die Lexington wurde der US-Pazifikflotte zugeteilt und in San Pedro, Kalifornien, stationiert, wo sie am 7. April 1928 eintraf. In den folgenden Jahren wurde sie zumeist zur Ausbildung neuer Marinepiloten sowie zur Erprobung neuer Taktiken für den Einsatz von Flugzeugträgern eingesetzt. Zudem nahm die Lexington an den jährlichen Großmanövern der US-Marine vor Hawaii, in der Karibik, vor der Panamakanalzone sowie im Ostpazifik teil.
Im Winter 1929/1930 versorgte der Träger mit seinen Generatoren die Stadt Tacoma im Bundesstaat Washington 30 Tage lang mit Elektrizität, als die Stadt unter einem Stromausfall litt. Insgesamt lieferte die Lexington rund 4,25 Millionen Kilowattstunden. Die US-Marine erhielt für diesen Einsatz 60.000 US-Dollar von der Stadtverwaltung.

### 1941

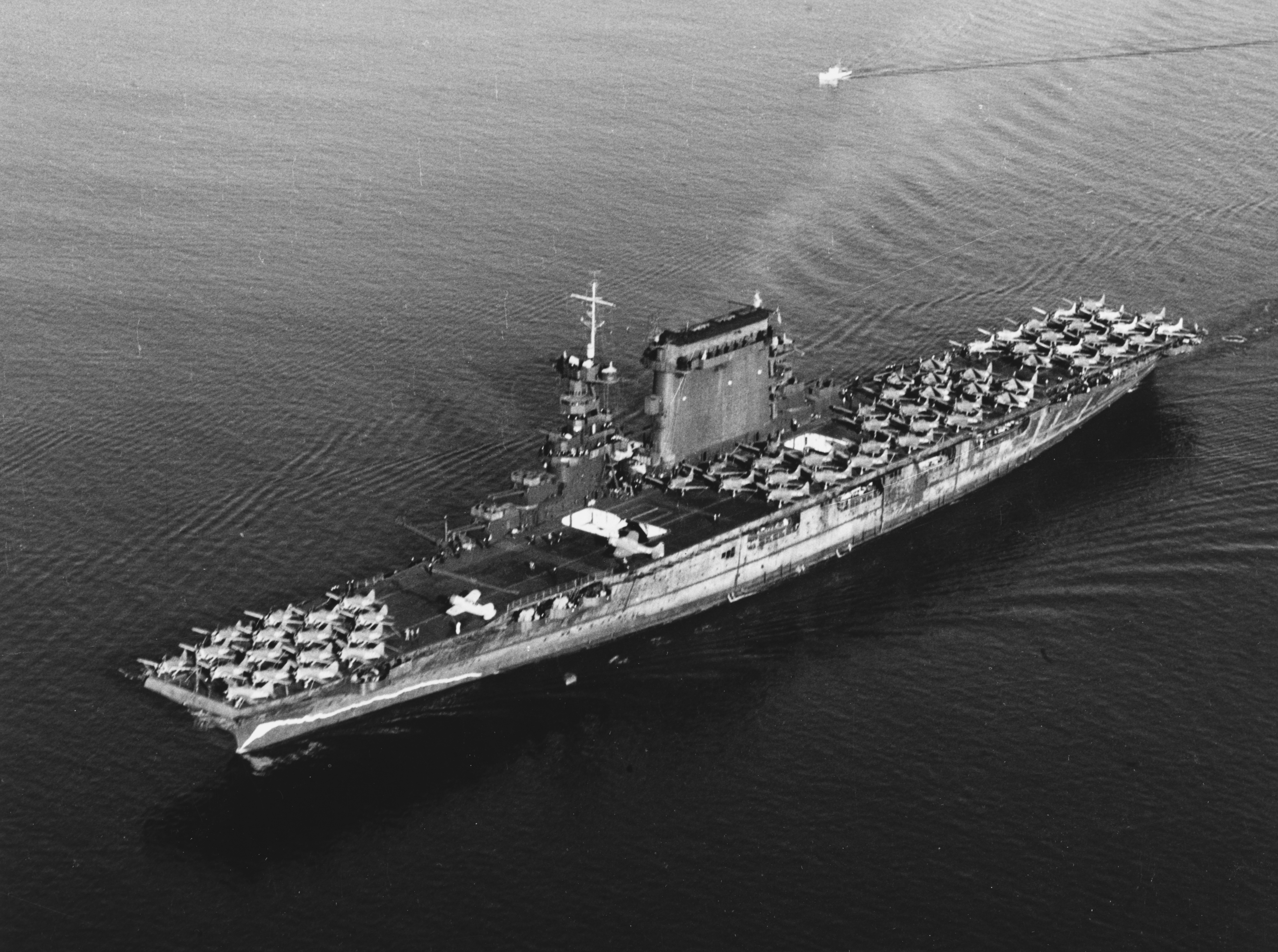
Die Lexington vor San Diego, 1941

Die erste Hälfte des Jahres 1941 verbrachte der Träger mit Übungen an der US-Westküste, im Herbst wurde er nach Pearl Harbor verlegt. Zum Zeitpunkt des japanischen Angriffs auf Pearl Harbor befand sich die Lexington mit der Task Force 12 auf dem Weg zu den Midwayinseln, um Marineflugzeuge dort abzuliefern und die dortige Garnison zu verstärken. Frederick C. Sherman, der seit 1940 Kommandant des Trägers war, schickte nach dem Eintreffen der Nachricht vom Angriff auf Pearl Harbour sofort Aufklärungsflugzeuge los, um den japanischen Verband aufzuspüren. Am späten Morgen traf sich die Lexington mit dem Flugzeugträger Enterprise und dem Schweren Kreuzer Indianapolis und operierte von nun an südlich von Oahu. Am 18. Dezember kehrte sie nach Pearl Harbor zurück. Bereits am nächsten Morgen lief sie wieder aus; diesmal sollten ihre Flugzeuge japanische Kräfte auf Jaluit angreifen. Am 20. Dezember wurde die Lexington jedoch ihrem Schwesterschiff Saratoga als Begleitschutz zugeteilt, die die Truppen auf Wake unterstützen sollte. Nach dem Fall der dortigen amerikanischen Stellungen am 23. Dezember wurden beide Träger nach Hawaii zurückbeordert, wo sie am 27. Dezember eintrafen.

### 1942
Anfang Januar lief die Lexington erneut aus. Bis zum 11. Januar patrouillierte sie zwischen dem Johnston-Atoll, dem Palmyra-Atoll und Hawaii, um eventuelle feindliche Angriffe abzuwehren. Im Anschluss wurde sie nach Pearl Harbor zurückgerufen, von wo aus sie einen Monat später als Flaggschiff der Task Force 11 nach Rabaul auslief. Der Verband, der am 21. Februar in Neubritannien eintreffen sollte, wurde auf dem Weg dorthin von zwei Wellen japanischer Flugzeuge angegriffen. Flugzeugen der Lexington gelang es, 17 japanische Maschinen abzuschießen. Die Patrouillen im Korallenmeer dauerten bis zum 6. März. Dann schloss sich die Lexington der Task Force 17 um die Yorktown an. Die Flugzeuge der Task Force griffen vier Tage später japanische Einheiten auf Neuguinea an und verursachten größere Schäden an Schiffen und Hafeneinrichtungen. Die Lexington kehrte nach Pearl Harbor zurück, wo sie am 26. März eintraf. Bereits am 15. April lief der Träger wieder in Richtung Korallenmeer aus, wo er sich erneut der Task Force 17 um die Yorktown anschloss. Der Verband sollte die Ausdehnung des japanischen Einflussbereichs nach Süden und die Gefährdung der Nachschublinien nach Australien und Neuseeland unterbinden.

### Schlacht im Korallenmeer
Am 7. Mai meldeten Aufklärer der Task Force die Sichtung eines japanischen Trägerverbands. Flugzeuge der Lexington stiegen auf und versenkten den japanischen Träger Shōhō. Ein Angriff von Flugzeugen der beiden Träger Shōkaku und Zuikaku, deren Position den Amerikanern noch nicht bekannt war, auf den amerikanischen Verband wurde durch Jagdflugzeuge abgewehrt und neun der Angreifer wurden abgeschossen.

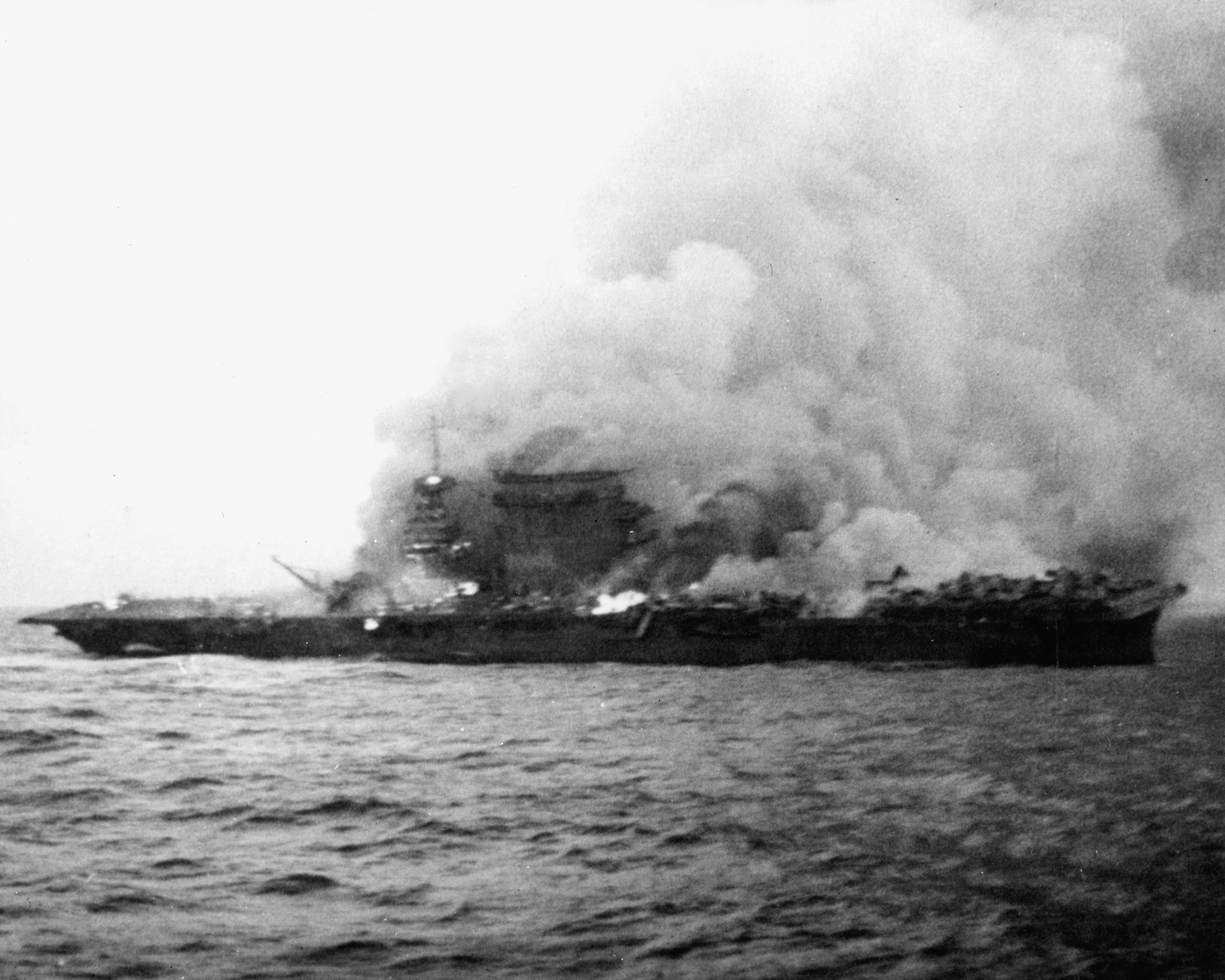
Die brennende und sinkende Lexington (Mai 1942)

Am Morgen des 8. Mai entdeckten Aufklärer die Shōkaku. Beim darauf folgenden Angriff durch Bomber und Torpedoflugzeuge der Lexington wurde der japanische Flugzeugträger schwer beschädigt. Um 11 Uhr durchbrachen dann japanische Flugzeuge die amerikanische Verteidigung. 20 Minuten später wurde die Lexington innerhalb kurzer Zeit von zwei Torpedos auf der Steuerbordseite getroffen. Nahezu gleichzeitig wurde sie auch von drei Bomben getroffen, die an Bord mehrere schwere Feuer auslösten, so dass das Schiff Schlagseite nach Steuerbord bekam. Gegen ein Uhr mittags waren die Feuer scheinbar unter Kontrolle gebracht und die Lexington begann mit Flugoperationen, um wieder Flugzeuge an Bord zu nehmen. Kurze Zeit später erschütterte jedoch eine schwere Explosion den Träger, Treibstoffdämpfe hatten sich an einem Schwelbrand entzündet. Die nun ausbrechenden Feuer gerieten schnell außer Kontrolle und um 15:58 Uhr befahl Captain Sherman, dass sich alle Besatzungsmitglieder auf dem Flugdeck versammeln sollten. Um 17:07 Uhr befahl er, den Träger aufzugeben. Admiral Aubrey Fitch verlegte seinen Stab auf den Schweren Kreuzer Minneapolis. Captain Sherman und sein erster Offizier Seligman verließen die brennende Lexington als Letzte. Der Angriff auf die Lexington forderte 216 Todesopfer unter der Besatzung, mehr als 2000 Besatzungsmitglieder wurden gerettet.
Der amerikanische Zerstörer Phelps schoss dann sechs Torpedos auf das brennende Schiff, das um 19 Uhr nach einer letzten Explosion sank. Die amerikanische Öffentlichkeit wurde erst am 12. Juni über die Schlacht im Korallenmeer und den Verlust der Lexington unterrichtet.

## Wrack
Eine Expedition des Unternehmers und Amateurforschers Paul Allen entdeckte das Wrack der Lexington am 4. März 2018 in etwa 3.000 Metern Tiefe im Korallenmeer mit einem Remotely Operated Vehicle (ROV) und dem Forschungsschiff Petrel. Die Reste des Flugzeugträgers sind in drei größere Teile zerbrochen, von denen die Hauptsektion mit dem Kiel auf dem Grund aufliegt und in einem vergleichsweise guten Zustand zu sein scheint.